# Tidlös
Tidlös är Niclas Wahlgrens tredje album, utgiven 19 februari 1986. Skivan innehåller singlarna "Röra dej igen" och "Törst". Låten "Sommarstadspuls" släpptes aldrig som singel men blev ändå en liten radiohit.

## Låtlista
Sida A:
1. Tidlös - 3,48
2. Behöver dej - 3,16
3. Sommarstadspuls - 3,37
4. Drömmar - 3,52
5. Starkare än förut - 4,01

Sida B:
1. Hypnotiserad - 4,16
2. Sova (i din säng) - 4,40
3. Röra dej igen - 4,02
4. Törst - 3,25
5. Om och om igen - 4,32

## Medverkande
- Niclas Wahlgren - Sång
- Nalle Påhlsson - Bas
- Tobbe Stener - Gitarr
- Tommy Ekman - Keyboards
- Jan-Erik Perning - Trummor & Percussion
- Johan Stengård - Saxsolo på "Starkare än förut"
- Henrik Engström - Keyboards på "Hypnotiserad"
- Ronny Lahti - Kör på "Starkare än förut" och "Hypnotiserad"